# Spotting
Ne doit pas être confondu avec Car spotting.
Le spotting (de l'anglais spot, tache) est un saignement léger et intermittent, parfois quotidien survenant en dehors de la période des règles chez une personne sous contraception hormonale. Ce saignement peut survenir lors d'un changement de contraception hormonale en début de prise, lors d'une prise en continu, après un rapport sexuel, et peut être exceptionnel comme récurrent selon les personnes. Le spotting peut être provoqué par un amincissement excessif de l'endomètre sous l'effet de l'hormone progestative. Il ne signifie cependant pas que la contraception est devenue inefficace. Une solution peut être d'opter pour une contraception avec un dosage un peu plus élevé en œstrogène.